# 朝鲜民主主义人民共和国经济
朝鲜民主主义人民共和国的经济是典型的社会主义的政府主導经济体制。起初建國後在社會主義陣營援助下，總體來看平均每人生活水平還略微優於南方，但在1994年开始的苦难的行军导致经济崩溃后，雖然在形式上是比同为社会主义国家的中华人民共和国或古巴更加集中统一的计划经济，當局逐漸容忍的地下私营经济规模已占优，基本溫飽得以恢復，2009年货币改革的失败证明朝鲜人民生活高度其實依赖私营经济，但全國仍舊普遍貧窮。自金正恩執政開始，官方經濟思維有所調整改善，開始主動地引導民間經濟，加上外交環境不再如此孤立，這個時期經濟發展的程度比較大。
不過，目前公開的市場行銷是不允許的，甚至連一般人認知隨處可見商鋪林立的場景，在朝鮮卻是都集中在某單位內場地，所以外面街頭上景觀很單調，看板也很少見而相當制式化，如果有些看似外國認知中刊登廣告的類似內容，其實這是指定給國營單位發布之用，目的是宣傳工業能力或是生活方式，所謂的「公司廣告、產品包裝」都是僅限於功能性的信息，不是可以花錢就刊登的，或是像外國人只能用國際網路、本國人則是要使用國內網的規定，又比如國內遷徙與交通的要求很嚴格等，雖不乏一些國際貿易項目，但指定售賣與獲取方式，使得剩平壤一帶的某些上層群體能接觸到。商品生產也強調內部循環，經常以仿製替代就不進口了，因為私營行為沒有受到保護，小商戶需要突破很多的困難，他們雖被脫北者稱為「錢主」，但面對著官方直接開設公家市場的競爭，這些由黨內裙帶財閥親友在各自領域的指定份額內進行壟斷，加上軍事重工等優待的科學家們，組成了权力型、专家型、商业型三種富裕權貴形成的人口，擴大的貧富差距與私有權的脆弱性，朝鮮經濟要健康地市場化受到的挑戰還有很多，但仍可以見證到私營經濟與銷售模式的變化。在金正恩時期收入的相對改善，已產生了一批中產有錢人，一方面這些人推動著朝鮮現代化的服務業，金任內廣設旅遊區的爆發，除了受到個人政績工程的驅動，多少也與經濟可行性增加有關，人民食堂還能引入多元的飲食，甚至是前往高級餐廳等，並將漢堡改名為碎牛肉麵包、肯德基叫雞肉專賣餐廳等等特殊作法，平壤街區建立針對住戶的內部超級市場也漸漸普遍起來。

## 歷史

### 日據时期
日本殖民時代，北朝鮮因多山地多大河的地形，水能水力丰富因而适宜水能发电，且地下资源丰富，是日本在朝鲜半岛重工業的主要基地，集结了朝鲜半岛80％以上的重化工企业，如具有代表性的由野口遵在興南地区创办的朝鮮氮肥化学厂组合企业和由日本製鐵株式會社在今黄海北道松林市创办的日本製鐵兼二浦炼铁厂，相反以平原地形为主的南朝鮮则以農業與輕工業為主，其比例占朝鲜半岛的60％至70％。朝鲜半岛不同地域发展情况是不相同的，二战后，朝鲜半岛政权的南北分裂对南北双方的经济发展都带来了不利影响。

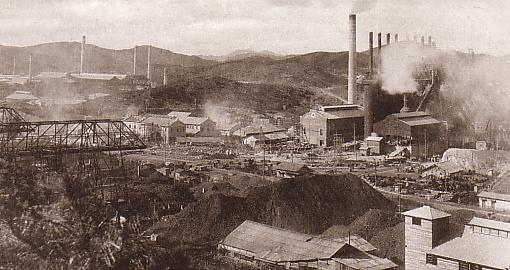
日本殖民时期的日本製鐵兼二浦炼铁厂
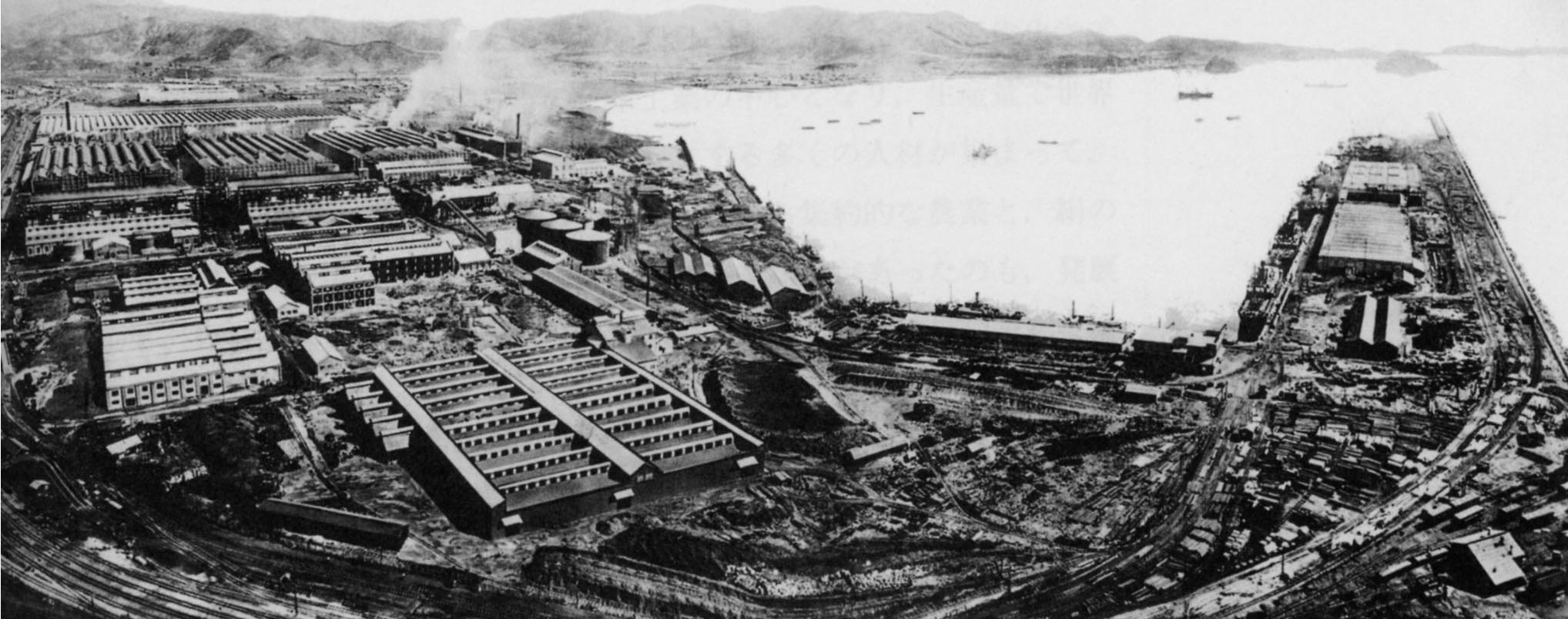
日本殖民时代興南地区朝鲜氮肥化学厂

### 二戰後初期
二戰結束後朝鲜半岛南北分治，随着北部政权的稳固，金日成从苏联回国，朝鲜开始进行社会主义改造，并受到了苏联的支持。1946年3月朝鲜政府颁布土地改革法，过去宗教团体、当地地主和日本人所拥有的土地被无偿没收，分配给贫农和佃农，这场土地改革仅用了20天完成。地主们也无充足时间进行反抗，此外也有许多厌恶社会主义制度的地主逃亡南部，使得这次土改较为顺利的进行了。同年8月颁布重要产业国有化法令，对矿山、铁道和大规模商业设施以及之前日本人拥有的主要产业设施无偿没收，进行国有化的改造。这样朝鲜在中央指令的基础上对国家经济进行管理，指令性计划经济的社会主义化程度迅速推进。1947年－1948年实行了两次国民经济一年计划，进行了改造后的经济重建，农业、采矿业和矿业产额不断增加。在1949年朝鲜又进行了两年计划，苏联决议对朝鲜予以了技术援助以及贷款，以使朝鲜工业整体水平进一步发展。1950年－1953年因朝鮮戰爭的爆发，朝鮮的两年計畫被打断。
1953年7月27日朝鲜战争停战。在这三年多不间断的战争期间，朝鲜半岛的绝大部分区域都成为了战场，对朝鲜原有的工业基础造成了巨大的破坏。雖然1953年時的工業生產量下降至只有1949年的64%，但除了因戰爭而膨脹的国防工业部門，其他產業的下降幅度均大約是兩成。北朝鲜的农业也因战争原因遭受破坏，耕地的四分之一难以耕作、曾经的土地所有者失踪而无法耕作。然后战争带来的数十万人的伤亡加之朝鲜大量人员移民到了韩国，使得战后朝鲜劳动力严重不足。
朝鲜战争不仅对朝鲜经济带来了直接影响，其间地也带来巨大影响。战争期间，朝鲜军需上向苏联借了贷款因而在战后需要还大量债务。朝鲜半岛分治后的固化也是一大影响，在立场上朝鲜经常站在韩国的对立面。

### 战后恢复期（1954-1956）和一五计划
|                                                | 与此同时，体力劳动者、上班族，尤其是农民，生活在极度贫困之中。 相当一部分农民没有粮食作为食物。 例如，咸镜南道领导人在与我们的谈话中报告说，大约 40% 的农民在新的收获之前没有粮食。 |
| ——勃列日涅夫，《朝鲜劳动党第三次代表大会记录》 | |

朝鲜戰後朝鮮政府開始一系列有計畫的經濟發展政策，1954年－1956年是经济恢复时期。1957年实行第一个五年计划，并于1958年完成了对生产资料私有制的社会主义改造，各地掀起了建设社会主义的千里马运动，1960年一五计划完成。

### 计划经济时期
1961年开始改革管理体制，建立了大安事業体系、新的农业领导体系（青山里方式）和计划的一元化体系。第一个七年计划始于1961年，中间过渡了一个六年计划（1971年－1976年），第二个七年计划始于1978年，结束于1984年。第三个七年计划开始于1987年，结束于1993年。
朝鲜的经济体系的僵化，反而不可能实行计划经济，只能实行指令经济。国家计划委员会没有计划所需的数据，更没有能力执行大量的货物投入和生产计划。除少数基本商品外，每个工厂、企业和机构几乎独立地采购、生产、和分配每种投入品的消耗。金日成在六十、七十年代抱怨经济建设中大量浪费的内容经常出现在著作里。
|                      | 我们每年捕捞几十万吨鱼，但实际到人民手里的不多。 われわれは毎年数十万トンの魚を捕っていますが、実際に人民にゆきわたる量はいくらにもなりません。 |
| ——《金日成著作集》， | |

1960年代，朝鲜在中苏交恶后在敌对的蘇聯与中國之间左右逢源，以保证自身的最大利益，但总体上中朝关系仍然是较为稳定的友好关系。同时尽管北韓与苏联也有过多次矛盾，但双方关系总体上也较为稳定。在蘇聯的支援下，北韓的經濟穩步上揚，當中特別以工業的發展最為顯著。1960年代北韓的人均國內生產總值(GDP)一度甚至領先南韓。然而随着国际局势的变化，金日成在1962年12月召开的劳动党四届五中全会上提出“全民武装化、全国要塞化、全军干部化、全军现代化”的四大军事路线，朝鲜逐渐将重心转向军事产业方面，影响了国民经济部门的投资。与此同时，由于朝鲜逐渐走出战后恢复阶段，苏联在1962-1964年中断了对朝鲜的经济援助，再加上劳动力再配置和闲置设备利用的完成，强制性资源动员体制的有效性开始急剧下降，经济的增长潜力开始下降，原定1961-1967年的第一个七年计划被迫延期三年至1970年，并且未能完成预定的指标，朝鲜官方公布的国民收入和工业产值的增速分别为7.5%和12.8%，低于原定的15.2%和18.1%（仅供参考，部分实物指标跨年前后对比严重矛盾，参见注释Joseph Chung之论文），开始逐渐失去发展速度优势。
朝鲜在1970年前后人均国内生产总值GDP被韩国超过（具体年份存在争议，例如日本学者中川雅彦的1967-1970年说，国土统一院的1969年说，联合国的1974年说等）。并且出于一定原因，从1965年开始，朝鲜不再出版统计年鉴。
1971-1976年的六年计划期间，朝鲜开始从西方引进新的技术和设备，但是由于1973年石油危机引发的有色金属价格暴跌的影响，朝鲜无力偿还西方债务，严重影响了其国际信誉。在七十年代末，北朝鮮在經濟政策日益混亂，多用政治運動性式的速度戰進行，加上建設大量紀念碑式非生産性的建築，對經濟建設帶來惡劣影响。

### 过渡时期
过度发展军备的负担很大，1973年，为军队储备粮食，北韩自配给制实行以来第一次削减了粮食配给，1987年在14年前削减10%的基础上又一次削减10%。为了平息这次削减的不满，北韩当局开始允许城市居民拥有每人50坪的自留地。此外，金正日还在1984年8月3日决定放开个人组织生产组和企业利用废品计划外生产销售消费品，放开后有些国有企业借此机会暗地销售来自中国的工业品。
|                                                            | 我们的经济已经破产了，怎么会再次崩溃？ 우리 경제는 이미 파탄이 나 있는데 또 어떻게 파탄이 나겠습니까? |
| ——1980年代黄长烨问起张成泽“经济会不会崩溃”时，后者的回答， | |

1985年，脱北者朴尚学就在日本归国侨民的行李里发现质量和日本商品不相上下的韩国商品，很多脱北者也在九十年代初接触到韩国商品。1986年6月开始普通人被允许用外币在外币店购买外国商品，外币店陈列的商品大多来自日本等国，价格比国际市场价格高出20-50%。八十年代末咸兴的外汇店出售日本产袜子和森永的奶粉，也卖很多中国商品和丹麦的肉罐头。按姜哲焕的回忆，1985年左右，朝鲜掀起了“赚外汇”的风潮，当时每收集三公斤松茸的人，政府奖励一件尼龙运动服，此外名义上免费发放的校服也要用采集的金砂来换。1989年12月菲律宾的一名银行职员发现一张1928年款式的100美元钞票有问题。该钞票被送往美国特勤局检验后发现为制造精良的假钞。在接下来朝鲜经济崩溃的几年里，由叛逃官员证词判明假钞来自朝鲜。假钞制造的活动虽然始于金正日七十年代掌权，但真正用来维持经济是在1984年，当时朝鲜的计划经济开始分崩离析，而且劳动党高层对奢侈品的需求也越来越强。
| “             | 依我看，北韩要是能按他们造假钞的质量和精确度生产正常商品，他们的工业会强如南韩，而非今天这种高位截瘫的状态。 | ” |
| ——David Asher | |   |

1989年在朝鲜首都平壤举行了世界青年與學生聯歡節，以示与韩国在1988年举办的夏季奥林匹克运动会相对抗。朝鲜政府对此活动及相关活动设施的建设投入了大量人力物力，也邀请了许多国外人士前来参与，但80年代政府的这笔巨额投资日後对国家经济也顯示一些负面影响。

### 蘇聯解體的衝擊
1993年12月，北朝鲜宣布三年经济过渡政策，强调农业、轻工业、外贸。 
以下为韩国首尔的韩国银行與韓國統計廳历年估算的北朝鲜GDP增长率结果，北朝鲜近年来通过出版物和采访透露了部分GDP以及人均GDP数据，但并未公布各经济部门GDP以及计算方法，其公布的历年GDP具体数字如下：GDP总量：2011年：220.70亿美元，2013年：249.98亿美元，2014年：261.32亿美元，2015年：274.12亿美元，2016年：295.95亿美元，2017年：307.04亿美元，2019年：335.04亿美元。人均GDP：2011年：904美元，2013年：1013美元，2014年：1053美元，2015年：1095美元，2016年：1176美元，2017年：1214美元。
| 1990  | 1995  | 1999 | 2000  | 2001  | 2002 | 2003  | 2004  | 2005  | 2006  | 2007  | 2008 | 2009  | 2010  | 2011 | 2012 | 2013 |
| ----- | ----- | ---- | ----- | ----- | ---- | ----- | ----- | ----- | ----- | ----- | ---- | ----- | ----- | ---- | ---- | ---- |
| -4.3% | -4.4% | 6.1% | 0.4%  | 3.8%  | 1.2% | 1.8%  | 2.1%  | 3.8%  | -1.0% | -1.2% | 3.1% | -0.9% | -0.5% | 0.8% | 1.3% | 1.1% |
| 2014  | 2015  | 2016 | 2017  | 2018  | 2019 | 2020  | 2021  | 2022  | 2023  |       |      |       |       |      |      |      |
| 1.0%  | -1.1% | 3.9% | -3.5% | -4.1% | 0.4% | -4.5% | -0.1% | -0.2% | 3.1%  |       |      |       |       |      |      |      |

1994年至1998年，朝鲜遭遇飢荒。事件中具體死亡人數難以得知，據不同来源估計，因飢餓或營養不良而死亡的人數在25萬至350萬不等。1998年以來，農業生產逐漸恢復，到2013年，朝鲜的主食已接近自給自足。但截至2013年，大多數家庭的糧食消費處於邊緣或不佳狀態，蛋白質消費量仍然存在。

### 金正恩改革
2012年，被外界称为“6.28方针”的類似中國改革開放早期的諸多政策開始出現，包含类似家庭聯產承包責任制的农场责任管理制和社会主义企业责任管理制。
2013年3月的劳动党中央委员会全体会议上确立了经济建设和核武力建设并进路线，开始将改革进行推广，完成了独立采算制企业计划权、生产组织权等权力的下放。
2014年5月金正恩发表署名文章，即“5.30措施”，宣告着朝鲜式经济管理方法理论的确立。
2016年5月的朝鲜劳动党七大，标志着朝鲜式经济管理方法全面确立，并提出了2016-2020年五年经济计划。这一期间，朝鲜先后制定经济法规17部，修订经济法规60部，制度建设进展明显。群众生活改善比较明显，电动车、太阳能电池板、智能手机的保有量显著提升，并且出现了被称为“钱主”的富裕阶层。
据2021年1月朝鲜官方公布数据， 2020年完成预算收入100.1%，增长1.1%。预算执行99.9%，其中45.3%用于发展经济，36.5%用于卫生、教育等领域，15.9%用于国防建设。2021年国家预算规模增长1.1%，其中经济建设投资增加0.6%。国防预算15.9%，与去年持平。
2021年7月30日，韩国央行表示，由于受到联合国制裁、2019冠狀病毒病疫情封锁措施和恶劣天气的影響，朝鲜经济在2020年出现23年来最严重萎缩。韩国统一部估计，2022年朝鲜的私营经济规模已经超过了国营经济的水平。
由於北韓因應COVID-19疫情而關閉國界，因此2022年的南北韓之間的人均國民總收入，即GNI的差距達28倍。而2023年由於北韓經濟持續走低，因此南北韓之間的GNI差距增加至30倍。

## 工业

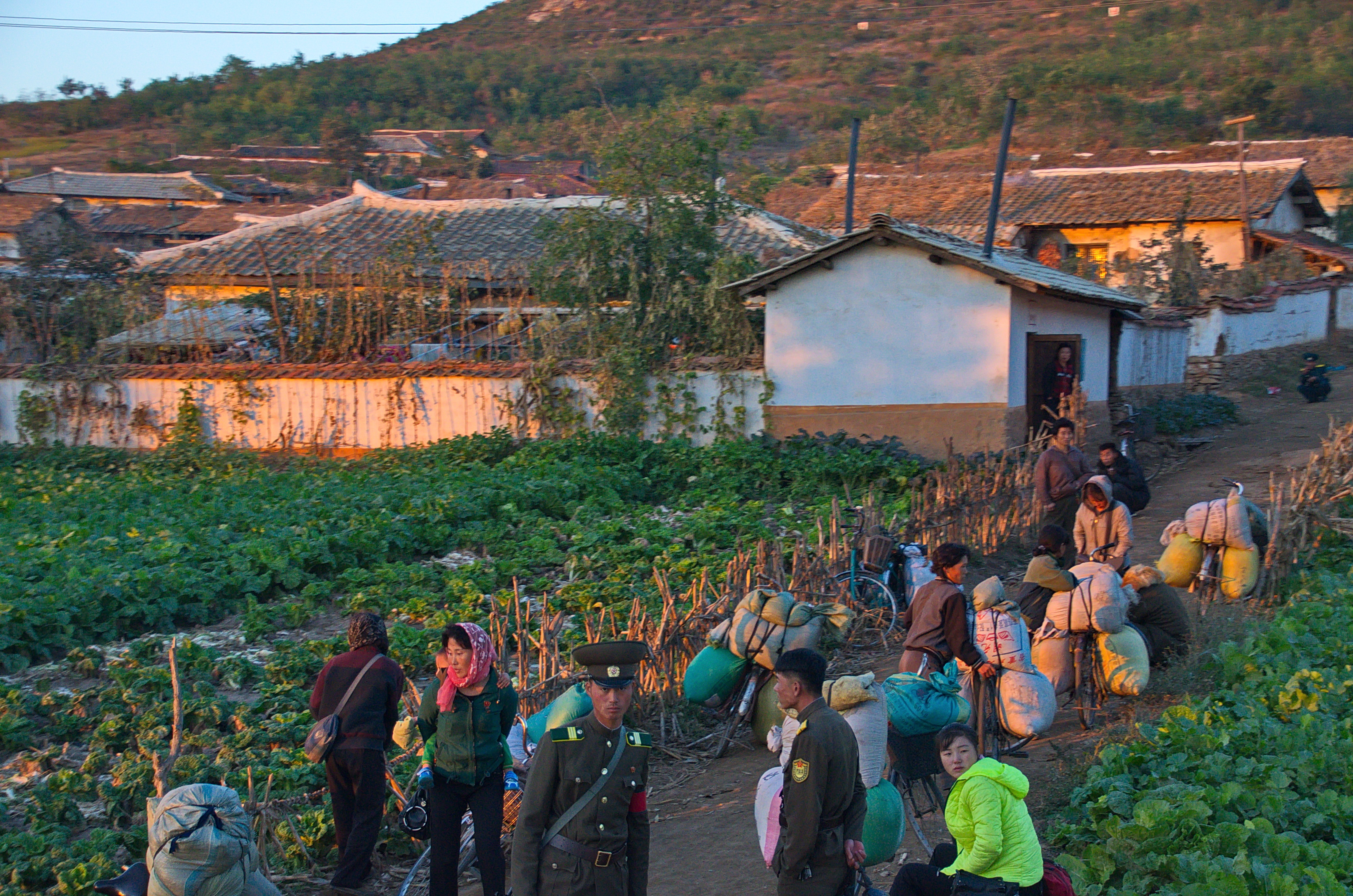
2015年的平壤郊區農村

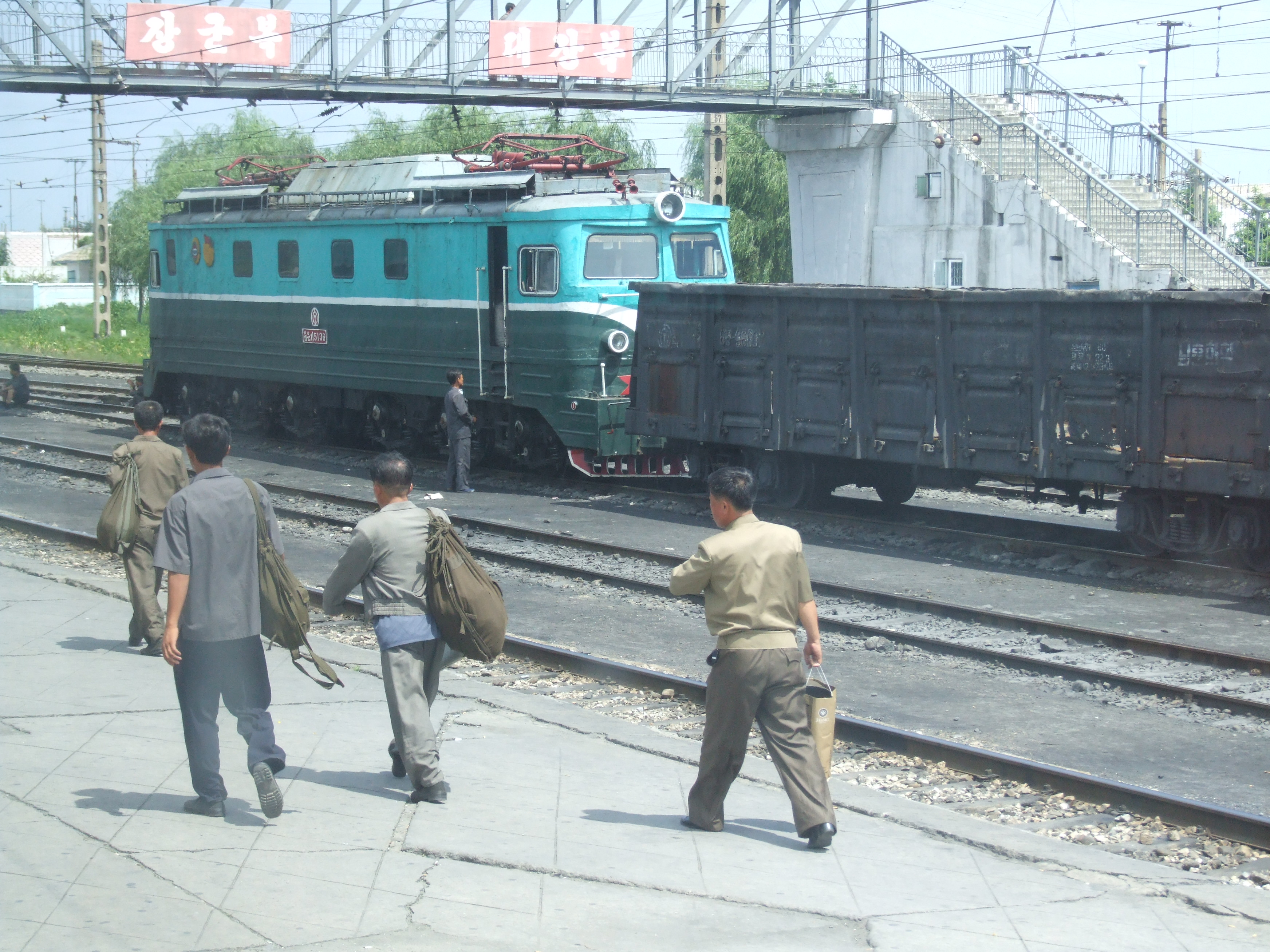
已經電氣化的鐵路

朝鮮食品严重短缺，工业资源管理不善，并缺乏投资。工业有机器制造、化学、采矿、冶金、纺织、食品加工等。矿产有煤、磷酸盐、铁、锰、钨、铜、铅、锌。根据2007年大韩商工会议所出版的报告书中指出“朝鲜的菱镁矿、钨、钼、石墨和萤石等矿产资源埋藏量是世界前十。同年根据已掌握的消息称朝鲜约有760多座矿山，约有30%是煤矿。约有48％的劳动力从事农业生产，经营大型集体农场为主。农产品有稻、玉米、蔬菜、小麦、大麦、油菜、甜菜、粟、高粱、大豆、烟草、畜牧、伐木和渔业。朝鮮经济改革后，新义州及开城两个接近边境的城市发展起来，工业等也有一定起色，但是成效并不明显，朝鮮的经济也仅仅是从前几年的饥荒中复苏而已。农业产出虽然前几年有所成长，总体实力依然很弱。由于严重肥料短缺，连续的自然灾害以及较少可耕种面积导致国家粮食产出比所需要的粮食最低标准低了一百多万吨。朝鮮农业实行承包制度，经济改革后农民收入显著增加。核试后美国的贸易制裁对朝鮮经济更是雪上加霜。据2009年CIA报告，朝鮮婴儿死亡率为千人中51.34人。
朝鮮在1991年開始有少量私人商业，有少量私人商业出现在羅津先锋特区，2002年在開城設工业区。
朝鮮在工業上同樣實行指令經濟，政府會為工廠提供燃料和材料，廠方則會按政府的要求製造所需產品和數量。在1950年代，北韓的工業快速發展，其總工業產出量在1953年至1960年間增長了39%，是為全球之冠。同時，北韓也是繼日本後的第二大東亞工業國。由於社會主義陣營各國的大量援助，北韓的工業發展成績斐然。然而隨著外部技術和資金援助的減少，沉重的军事负担（约25%的GDP）以及盲目的增產運動（三大紅旗運動，主體農法的推廣）和大搞面子工程（主體思想塔，凱旋門）等，北韓經濟在1980年代初期開始陷入困境。然而，隨著蘇聯解體，北韓失去了主要的盟友，能源入口量大減，工業嚴重衰退，在2002年，全國共有四分之三的工廠倒閉，北韓的經濟形势更為嚴峻。在2010年朝鲜钢铁生产能力根据调查为生铁产量532万、钢产量为657万吨以及轧钢产量404万吨，其主要炼钢厂分布在咸鏡北道清津市和金策市、黄海北道的松林市。
為舒困工業政府在同年進行改革方案，中央下放權力於企業，廠方可自行決定生產計劃，企業又需自負盈虧，工人的工資也會按其產量增減。此外北韓還開發了開城、南浦和新義州等工業區，容納外國企業在當地設廠，以圖增加工業產量和學習其技術和生產模式。
然而這些的措施成效有限，據南韓《中央日報》報導，在2005年，在150間與北韓簽下合約的南韓企業中，只有45間的合約多於6年，22間會在當地設廠5年。2008年的另一篇報導則指出，80%的南韓企業都表示在當地營運困難，主因為交通和通訊問題。另外，開城等工業特區也時因政治因素而關閉，在2013年4月初，北韓忽然宣佈因「『好戰分子』試圖將開城工業園作為衝突的焦點，進一步使朝鮮半島危機升級」而關閉開城工業園區，並撤出園區內所有工人令南韓企業造成損失但又在同年6月表示可重開工業區。之後2019年起中美交惡讓中朝關係極大恢復，中國共產黨中央委員會總書記習近平2019年應朝鮮勞動黨委員長金正恩邀請訪問朝鮮後，開始釋放出中國將全力支援金正恩經濟現代化的信號，核武問題將不再是兩國主要議題。
工業還是現時北韓最主要的產業，並以重工業以及國防工業為主，其主要製品有機器製造、化學、採礦、冶金、紡織、食品加工。礦產有煤、鎢、石墨、磷酸鹽、鐵、錳、銅、鉛和鋅。其中煤礦、鎢礦、石墨較為豐富菱鎂礦更是藏量居世界第一，自產鈾礦的優勢除了核武能力外也有核能開發潛力。同時北韓是全球第15大的產萤石國，也是第12大的產銅國和產鹽國。2003年北韓公佈電腦發展計劃書，並計劃在2023年成為全球主要的軟件大國。

## 服务业

### 商業

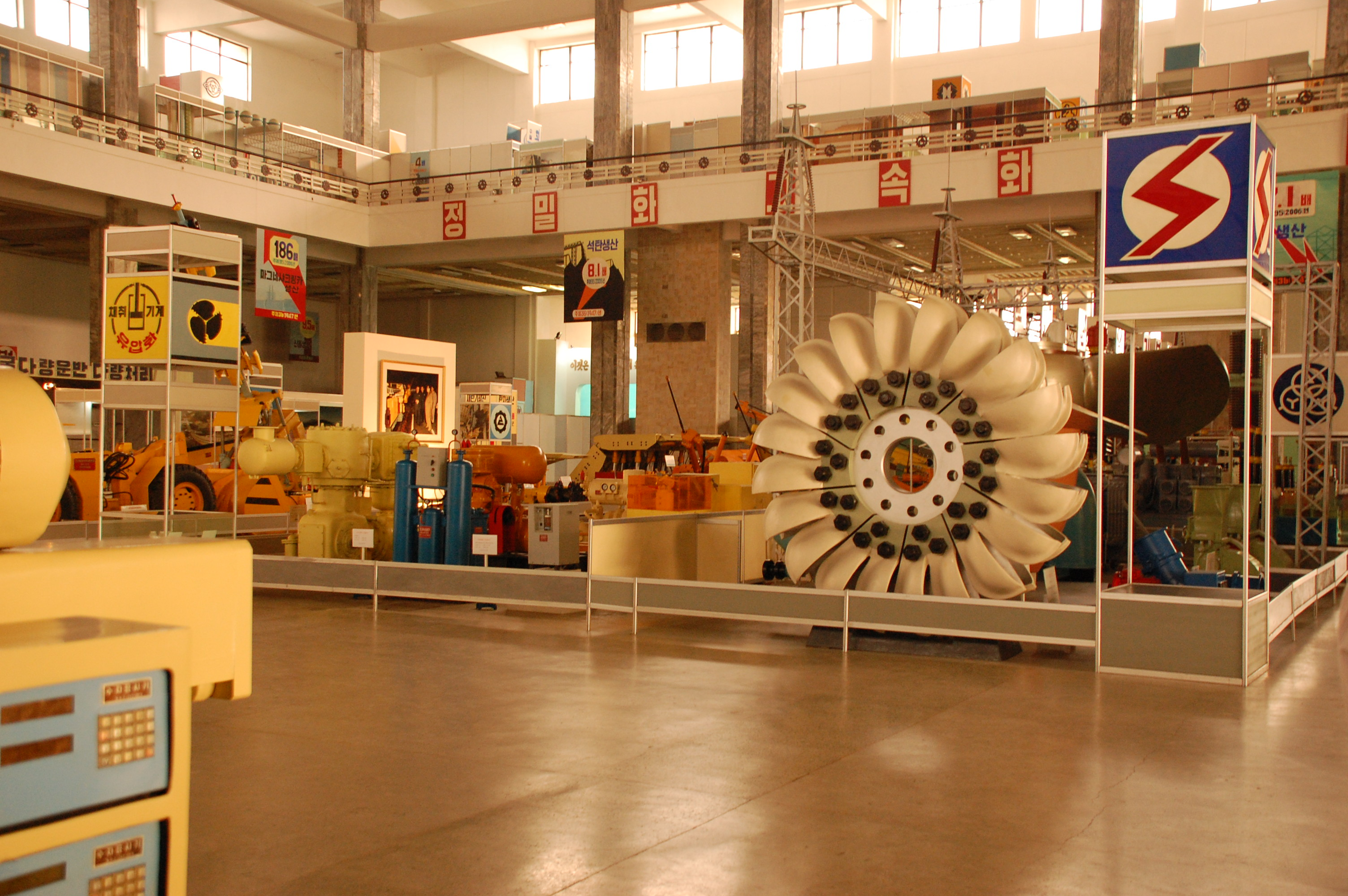
平壤工業製品展

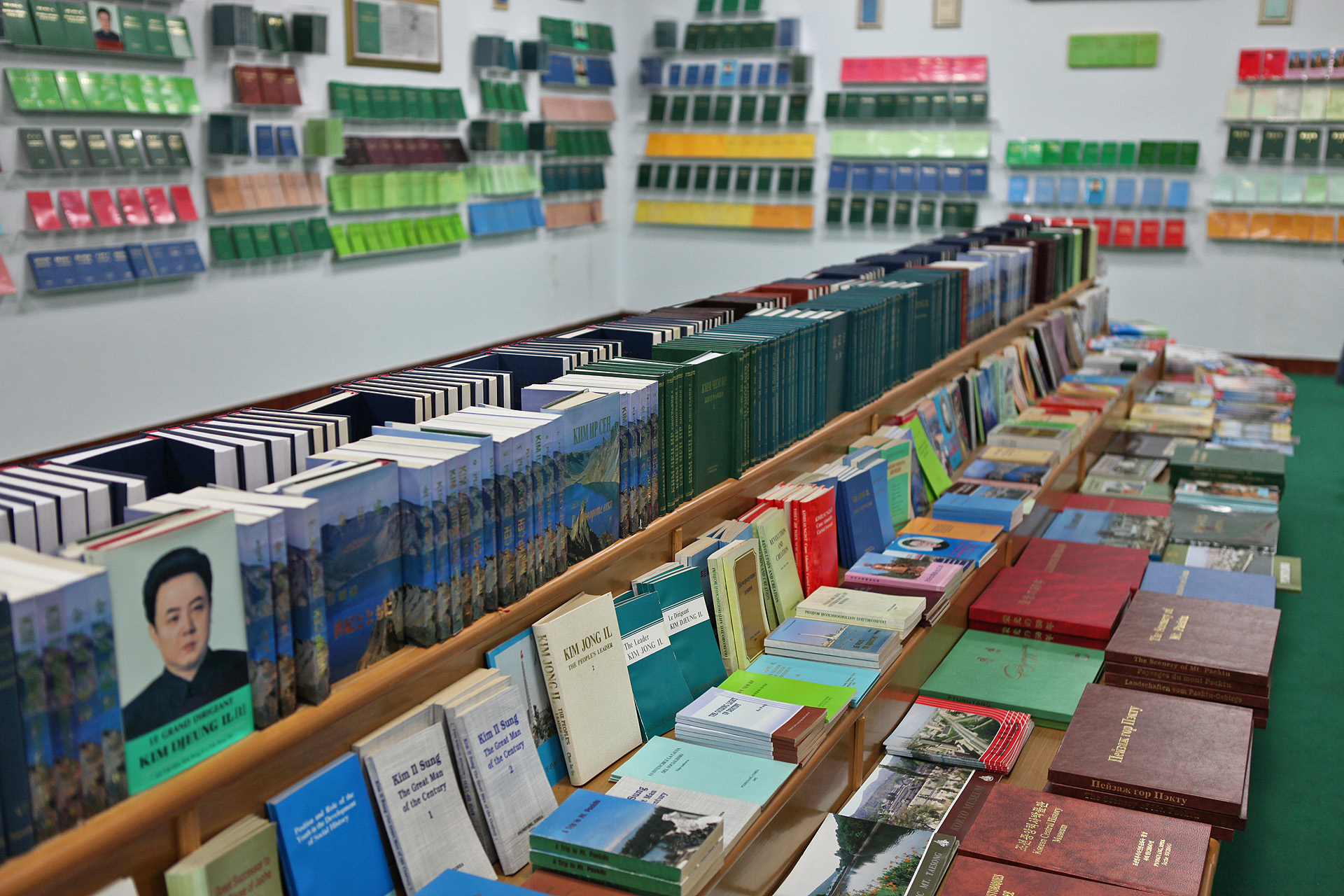
北韓一書店

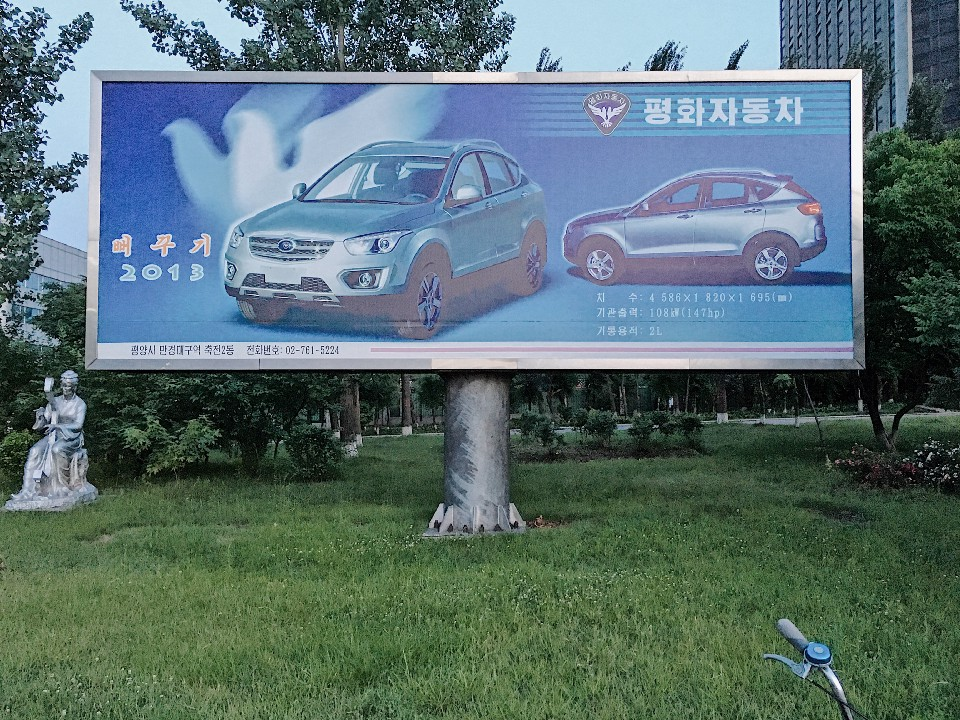
北韓國產汽車的廣告看板

朝鮮的商业几乎全部由国家控制。商店分为便民店，国营店和外汇商店。外汇商店出售的是各种进口商品，有食物，家具等。经济改革后，外汇商店的美圆标价全部改为朝鮮圓。倘若要去那里购物，可持外币；但如外國人持朝鮮圓購物，必需出示兌換許可證，而且朝鮮人普遍不接受外國人使用朝鮮圓購物、相反地只接受遊客以美元、歐元或人民幣付款。朝鮮的外汇商店平壤有第一百货等三家。朝鮮国营商店全部是本国产品。朝鮮便民店的东西则多数从中国大陆地区进口。在朝鮮，在除便民店以外的商店裏购物的人很少。朝鮮目前開放了部分外匯的匯兌，朝鮮元以與歐元的聯繫匯率制為基礎。有媒体称朝鲜的毒品在中国东三省泛滥，并指出每个集体农庄都被125英亩土地种植罂粟。还有媒体声称朝鲜每年生产40吨鸦片，是世界第三大鸦片出口国和第六大海洛因出口国，年出口毒品收入5亿美元。朝鲜也有假币制造窝点，有消息称朝鲜女特工前往中国换人民币。
朝鮮已经开通移动通信服务，但是最初费用高达近800美圆的开通费以及使用地区的限制使拥有手机成为特权。直到近年高麗電信成立後有所改善，手機普及率猛增，朝鮮旅遊觀光客也已經可以攜帶手機入境，但要申報並購買北韓發行的國際電話sim卡只能用於打國際。此外北韓還有如招商银行、中國建設銀行和中國農業銀行等中資銀行，為鼓勵民眾使用銀行服務，朝鮮曾推新以新幣換舊幣的政策，又在2003年推出債券，並宣傳「買債券就是愛國」的口號。
朝鮮依然自稱是典型社会主义国家。它实行“住房免费（改革后有些变动）”，“医疗免费”，“教育免费”，这是朝鮮人骄傲的“社会主义优越性”。为在短期内解决住房问题，平壤市大力建设统一大街，在1990年一年内兴建了3万套现代化住房。在1990年代後，隨著國家分配系統的失靈，國營店無法提供各種的必需品於市民，加上通漲的出現，民眾的薪金不足應付日常需要。為了賺取額外收入，民眾在街上擺賣自家製作的日用品和食物，這種的小買賣可佔一個家庭的八成收入。儘管這些的買賣有違北韓的意識形態，但由於政府可從中取得稅收，平壤當局不但未表反對，反而大表讚同，更宣稱這是「實踐式的社會主義」。及後，北韓又承認市場的存在，鼓勵民眾租賃攤位經營，社區的商品和街邊的固定攤位也因而如雨後春筍般的出現，景區出現了擺賣飲料的小販，北韓的經濟環境出現變化。
2013年11月21日，朝鲜最高人民会议常任委员会当天发布政令称，朝鲜将在各道设立经济开发区。各道成立的开发区内将行使朝鲜主权。
2013年5月底，朝鲜最高人民会议常任委员会曾发布政令，宣布出台经济开发区法，规定经济开发区为“根据朝鲜特别指定的法规而给予特殊优惠的特别经济区”。韩国媒体11月13日披露，朝鲜已决定在9个市、道建立14个类似经济特区的开发区，并成立朝鲜经济开发协会。
开发区法出台两个月前召开的朝鲜劳动党中央全体会议决定，实现对外贸易多元化和多样化，在朝鲜众多地区开设旅游区搞活旅游，各道根据实际情况成立经济开发区。
朝鲜主要贸易伙伴为中国、俄罗斯、韩国等。从20世纪80年代起，朝鲜开始引进外资，创办合资合营企业。1991年12月，朝鲜在靠近中朝、朝俄边境的罗先地区设立自由经济贸易区。1992年朝鲜颁布合资合营企业法。2002年11月，朝鲜宣布建立开城工业区和金刚山旅游区，由朝韩双方合作开发。2008年，朝俄“哈桑—罗津”铁路和罗津港改造项目启动。朝鲜与埃及大型水泥厂合作进展顺利，与埃及欧瑞斯克姆电信公司合作开通第三代移动通信业务。2011年6月，中朝举行“两个经济区”项目开工仪式，共同开发、共同管理黄金坪、威化岛经济区和罗先经贸区。  

## 農業

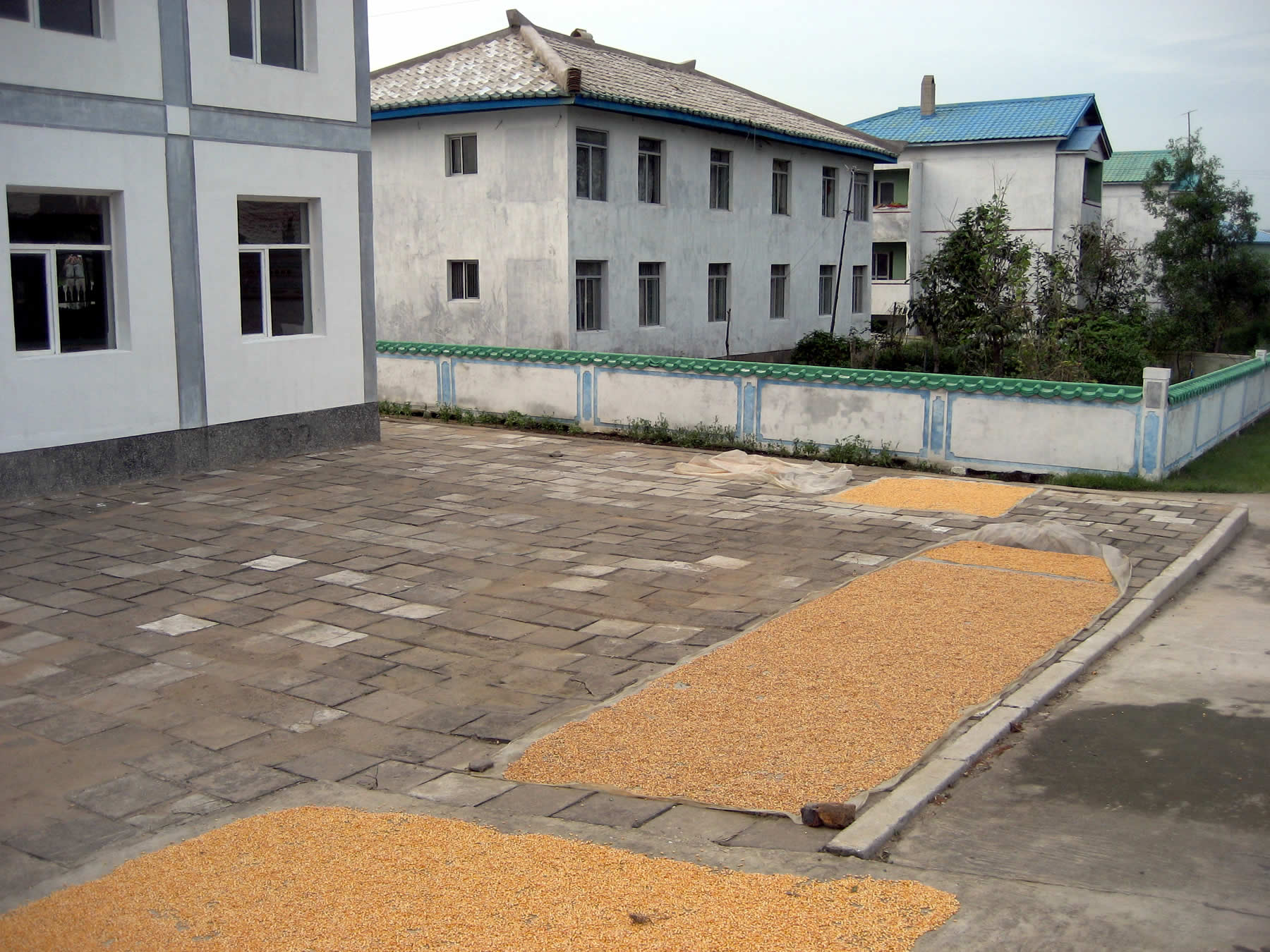
示範農家

自1948年立國後，北韓則沿用蘇聯的集體化生產，農民會從國家分配到種子、農具、肥料和機器，並按照政府的要求耕種。農民要將收成上貢政府，他們則會取得食物和其它日用品作酬勞。然而，由於北韓山多平地少，可耕地面積只佔國土的22%，耕地大多集中在如咸鏡兩道和江原道等東部地區，由於主體農法毀林開荒破壞環境造成的水土流失等因素的影響，北韓糧食產量於1980年代中期開始逐漸下降，1987年第一次下調糧食配給量。蘇聯解體後，北韓失去了支援，造成肥料和燃料短缺，農產量開始大幅度下降，在1994年至1996年間，該國的糧食產量就銳減六成，並從而造成了饑荒的出現。
北韓政府2002年推行的改善措施中推行承包制，又提高農作物的收購價格。私人農場也在此時被政府提出，農民可以擁有自己的自留地，並自行決定所種的作物。在這些的政策下，北韓的糧食產量有所增長，2004年，該國的農產量躍升至4百萬噸，是1997年的兩倍。然而，由於缺乏肥料、機器協助生產和天災，儘管產出有所增長，但農產量還是相當有限，並依不時出現局部性的饑荒或糧食短缺。2007年發生的水災，就令南部出現糧食不足的情況。有鑑於此，北韓政府在2012年決定進一步改革農業﹕集体農場可有更大的自由度選擇耕作的作物及對其的處置權。
稳定的国际粮食援助对满足人民的基本食品需求十分重要。药物供应以及农业援助之类的其他人道救援被限制实施。人口中营养不良的比例为全球最高。由饥荒所导致的死亡不计其数，慈江道和两江道都是饥荒的重灾区。目前中华人民共和国是朝鮮最大的援助国。每年向朝鮮提供大量的粮食和燃料等援助。
近年来，朝鮮在取得40多年经济建设成就的基础上，进一步加强社会主义民族经济的发展，进行了发电厂（站）建设、企业改建和扩建工程，推进了沙里院钾肥联合企业等重要项目的建设；兴修了2000公里水渠把大同江和礼成江、鸭绿江和大宁江连成一个大灌溉网，解决了西部产粮区农田的灌溉问题。

## 幣改事件
由于2009年11月底朝鲜货币改革彻底失败，朝鲜新币不断加速贬值，朝鲜市场各类商品均是有价无市，朝鲜经济已经走向崩溃。2009年朝鲜货币改革失败导致经济瘫痪后，原朝鲜劳动党计划财政部部长朴南基因主导货币改革而被免职。2010年3月18日，韩联社引述多名在北韓的消息人士指稱，朴南基已经在平壤顺安区域被强加了“作为大地主的儿子，潜入革命队伍，蓄意置国家经济于死地”的罪名而被枪决，然而有南韓消息稱“朝鲜的精英以及普通老百姓都几乎不相信朴南基的罪名。”“大部分都认为，朴南基是朝鲜领导班子的替罪羔羊。”
根据韩国中央银行的报告显示，2009年、2010年和2011年的朝鲜经济增长率分别为负0.9％、负0.5％与0.8％。

## 未來展望

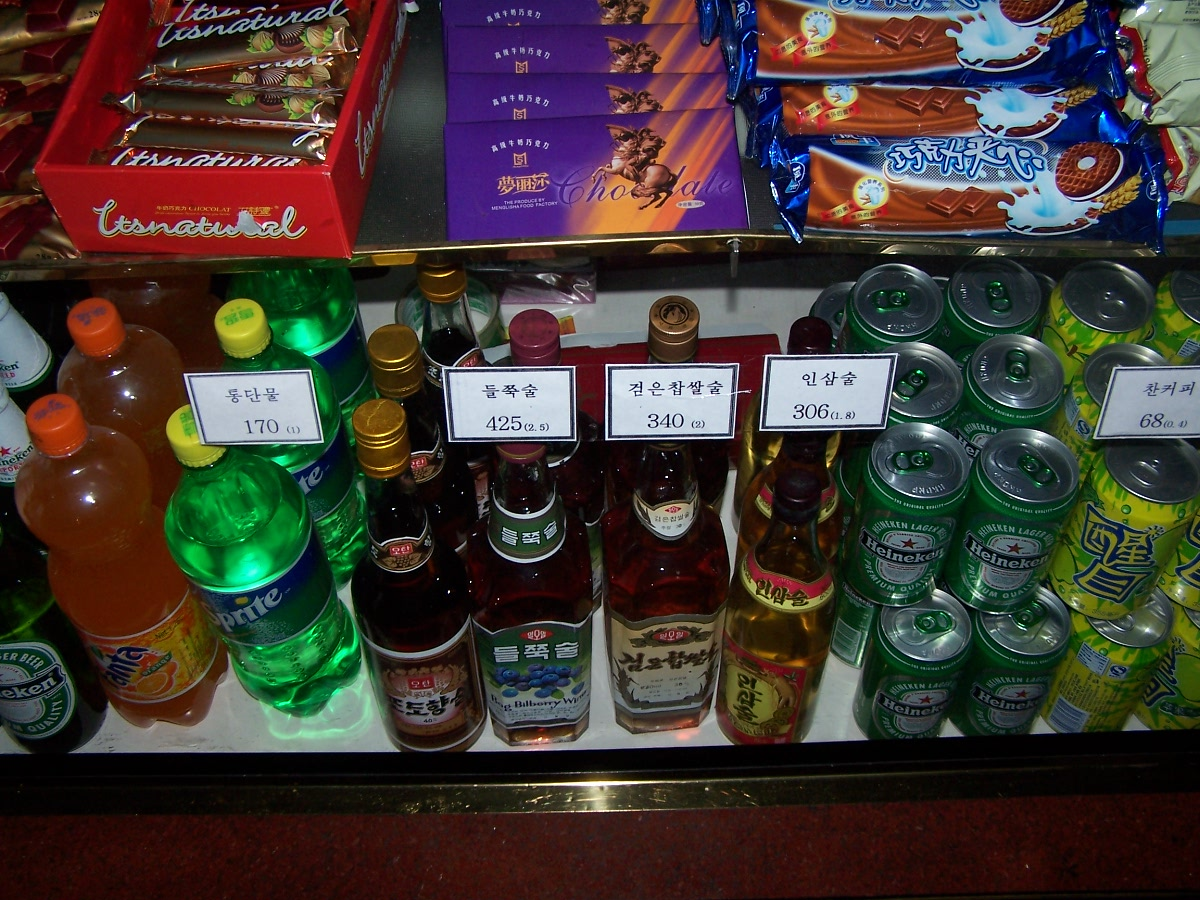
朝鮮一家外汇商店陈列的商品，以欧元和朝鮮元标价

1991年起朝鮮经济建设的主要任务是优先发展国民经济的先行部门；在高水平上实行生产正常化，进一步提高人民的物质生活水平。具体是：在投资上优先保证采掘工业、电力工业、冶金工业和铁路运输业的发展；加快“10月9日”計畫钢铁厂、发电站、沙里院钾肥联合企业等重点项目的建设，迅速发展农业和轻工业；建设更多的现代化住宅。
但是後續的蘇聯解體和大水災使北韓國民經濟崩潰，饑荒死傷無數，但另一方面也促進了經濟改革，外商投資特區的放寬和朝鮮旅遊的扶植都是這一背景下的產物，金正恩上台後其核武計畫逐漸開花結果，讓北韓感覺安全已經有所保障可以開始減低軍事預算投入民生，所以2013年發表了「核武和經濟並行」的雙軌發展規劃，可以預見未來民生經濟著力將增強。儘管該國十分封閉，但仍有一定程度的對外貿易，現時中华人民共和国是北韓的最大貿易國，出入口分別佔了42%和57%。但俄烏戰爭後，俄羅斯與其的經貿合作有顯著加速，也成為重要夥伴。

## 宫廷经济
每年全国党政军为金正日创造的外汇达三到四亿美元，加上劳务输出的所得，每年金正日可得十亿美元外汇。金正日在全世界12个国家、17家银行、37个账户持有的外汇估计在300至500亿美元之间。
每逢自己生日，金正日都会广收贡品，连大学也要动员师生为金正日准备礼物。数量众多的贡品最后又被金正日赏给身边的人。
純諺文：
 — 《黄长烨回忆录》，